# Waltenheim
Waltenheim é uma comuna francesa na região administrativa de Grande Leste, no departamento Alto Reno. Estende-se por uma área de 2,32 km². Em 2010 a comuna tinha 541 habitantes (densidade: 233,2 hab./km²).